# Liste der denkmalgeschützten Objekte in Stams
Die Liste der denkmalgeschützten Objekte in Stams enthält die 23 denkmalgeschützten, unbeweglichen Objekte der Tiroler Gemeinde Stams.

## Denkmäler
| Foto |                 | Denkmal                                                                                                   | Standort                                   | Beschreibung | Metadaten |
| ---- | --------------- | --- | ------------------------------------------ | --- | --- |
| ja   | Datei hochladen | Aufnahmsgebäude Stams HERIS-ID: 59249 Objekt-ID: 70344 TKK: 116436                                        | Bahnhofstraße 8 Standort KG: Stams         | Das Aufnahmsgebäude Stams wurde 1883 erbaut. Es ist ein zweigeschoßiges, rechteckiges Gebäude mit einem straßenseitigen, drei Fensterachsen breiten Mittelrisalit. Die Steinfassade ist mit Eckquaderungen, sowie Fenster- und Türeinfassungen ausgeführt. Die Giebel sind holzverschalt, darüber Krüppelwalmdach. | BDA-Hist.: Q38086475 Status: Bescheid Stand der BDA-Liste: 2025-06-30 Name: Aufnahmsgebäude Stams GstNr.: .42/6 Aufnahmsgebäude Bahnhof Stams |
| ja   | Datei hochladen | Äußeres westliches Stiftstor HERIS-ID: 102455 Objekt-ID: 118863 TKK: 116439                               | bei Dorfplatz 5 Standort KG: Stams         | Der Torbau mit segmentbogiger Durchfahrt aus dem 16. Jahrhundert verbindet zwei Gebäude über die westliche Zufahrtsstraße nach Stams. Im gerade abgeschlossenen Überbau befinden sich drei rundbogig geschlossene, flache Mauernischen. | BDA-Hist.: Q64512910 Status: § 2a Stand der BDA-Liste: 2025-06-30 Name: Äußeres westliches Stiftstor GstNr.: 2370, 2438 |
| ja   | Datei hochladen | Widum HERIS-ID: 17371 Objekt-ID: 13647 TKK: 37912                                                         | Dorfstraße 8 Standort KG: Stams            | Das Widum östlich der Pfarrkirche stammt im Kern aus dem 16./17. Jahrhundert. Der zweigeschoßige Mauerbau mit Satteldach ist mit dem First quer zum nach Norden ansteigenden Hang angeordnet. Die Fassade weist eine kräftige Putzgliederung an den Gebäudekanten und Maueröffnungen aus dem 17. Jahrhundert auf. Im Inneren sind der Flur im Erd- und Obergeschoß sowie die Küche gewölbt. | BDA-Hist.: Q37837871 Status: § 2a Stand der BDA-Liste: 2025-06-30 Name: Widum GstNr.: .378 |
| ja   | Datei hochladen | Kath. Pfarrkirche hl. Johannes der Täufer HERIS-ID: 17368 Objekt-ID: 13644 TKK: 22468                     | gegenüber Dorfstraße 8 Standort KG: Stams  | → Hauptartikel : Pfarrkirche Stams f1 | BDA-Hist.: Q2319422 Status: § 2a Stand der BDA-Liste: 2025-06-30 Name: Kath. Pfarrkirche hl. Johannes der Täufer GstNr.: .27/1 Sankt Johannes der Täufer (Stams) |
| ja   | Datei hochladen | Friedhof HERIS-ID: 17370 Objekt-ID: 13646 TKK: 116438                                                     | gegenüber Dorfstraße 8 Standort KG: Stams  | Der Friedhof rund um die Pfarrkirche wurde vermutlich im 14. Jahrhundert angelegt. Ende des 20. Jahrhunderts wurde er nach Westen erweitert, 2001 wurde eine Urnenwand errichtet. Es haben sich schmiedeeiserne Weihwasserkesselträger aus dem 17. Jahrhundert erhalten. | BDA-Hist.: Q37837848 Status: § 2a Stand der BDA-Liste: 2025-06-30 Name: Friedhof GstNr.: 1768 Friedhof Stams |
| ja   | Datei hochladen | Friedhofskapelle HERIS-ID: 17369 Objekt-ID: 13645 TKK: 33663                                              | Wengeweg 4, in der Nähe Standort KG: Stams | Der in die Friedhofsmauer eingebundene gemauerte Nischenbildstock aus dem 18. Jahrhundert weist ein Satteldach und eine Fassade mit kräftiger Faschengliederung auf. In der tonnengewölbten Nische befindet sich ein barockes Kruzifix vor gemalten Assistenzfiguren Maria und Johannes und der Stadtkulisse von Jerusalem. Das Gemälde am Gewölbescheitel in einem vierpassförmigen Stuckrahmen zeigt die Auferstehung der Toten. | BDA-Hist.: Q37837825 Status: § 2a Stand der BDA-Liste: 2025-06-30 Name: Friedhofskapelle GstNr.: .27/2 |
| ja   | Datei hochladen | Wohnhaus, Hohes Haus HERIS-ID: 17373 Objekt-ID: 13649 TKK: 21626                                          | Dorfstraße 20 Standort KG: Stams           | Wohnhaus eines Paarhofes. Mächtiger drei-, stirnseitig viergeschoßiger Steinbau mit Mittelflurgrundriss, früher mit mehreren Gangeln (Veranden). | BDA-Hist.: Q37837898 Status: Bescheid Stand der BDA-Liste: 2025-06-30 Name: Wohnhaus, Hohes Haus GstNr.: .391 |
| ja   | Datei hochladen | Ortskapelle Haslach HERIS-ID: 17382 Objekt-ID: 13658 TKK: 21598                                           | bei Haslach 24 Standort KG: Stams          | Die dem hl. Magnus geweihte, einjochige, gemauerte Kapelle mit rundem Chorschluss und schindelgedecktem Satteldach mit hölzernem Dachreiter wurde Ende des 18. Jahrhunderts errichtet. Die Eingangsfassade weist einen geschwungenen Giebel, gemalte Eckpilaster, ein Rundbogenportal, seitliche Segmentbogenfenster und ein Ochsenauge auf. Im Giebelfeld befindet sich ein Fresko des Gnadenbildes Mariahilf, flankiert von den hll. Florian und Sebastian. Der Innenraum ist mit einer Stichkappentonne gedeckt, die Rundapsis ist durch einen Gurtbogen abgetrennt. Das Deckenfresko mit dem Jüngsten Gericht stammt vom Ende des 18. Jahrhunderts, die hll. Isidor und Notburga im Altarraum wurden 1915 von Heinrich Kluibenschedl gemalt. | BDA-Hist.: Q37838075 Status: § 2a Stand der BDA-Liste: 2025-06-30 Name: Ortskapelle Haslach GstNr.: .363 |
| ja   | Datei hochladen | Ortskapelle Hauland HERIS-ID: 17379 Objekt-ID: 13655 TKK: 21600                                           | südwestlich Hauland 2 Standort KG: Stams   | Die einjochige gemauerte Kapelle mit rundem Chorschluss und Satteldach mit hölzernem Dachreiter ist Unserer Lieben Frau geweiht und inschriftlich mit 1806 datiert. Die Eingangsfassade weist einen geschwungenen Giebel, ein Segmentbogenportal, seitliche Rechteckfenster und ein Ochsenauge auf. Der Innenraum ist mit einer Stichkappentonne gedeckt. | BDA-Hist.: Q37838033 Status: § 2a Stand der BDA-Liste: 2025-06-30 Name: Ortskapelle Hauland GstNr.: .132/1 Kapelle Hauland |
| ja   | Datei hochladen | Kapelle Mariae Heimsuchung HERIS-ID: 17377 Objekt-ID: 13653 TKK: 21593                                    | Stamser Alm 1 Standort KG: Stams           | Auf der Stamser Alm beim Sommerhaus des Stiftes steht die zwischen 1744 und 1748 erbaute Kapelle Mariae Heimsuchung. Die Deckenfresken aus der Bauzeit werden Josef Jais zugeschrieben. Die Kapelle wurde 2002 restauriert. | BDA-Hist.: Q37837989 Status: § 2a Stand der BDA-Liste: 2025-06-30 Name: Kapelle Mariae Heimsuchung GstNr.: .134, 1069 |
| ja   | Datei hochladen | Sommerhaus des Stiftes Stams HERIS-ID: 17387 Objekt-ID: 13664 TKK: 21594                                  | Stamser Alm 1 Standort KG: Stams           | Auf der Stamser Alm. Zweigeschoßiger Steinbau mit schindelgedecktem Krüppelwalmdach und prächtiger Lüftlmalerei. Nebenbei die Kapelle Mariae Heimsuchung. | BDA-Hist.: Q37838183 Status: § 2a Stand der BDA-Liste: 2025-06-30 Name: Sommerhaus des Stiftes Stams GstNr.: .134, 1069 |
| ja   | Datei hochladen | Kapelle Staudach HERIS-ID: 17383 Objekt-ID: 13659 TKK: 21602                                              | bei Staudach 5 Standort KG: Stams          | 1766 erbaut. Zweijöchiger Betraum mit offenem Glockenreiter und Stichkappengewölbe. An der Fassade ein Schutzengelfresko von Rafael Thaler (1943). Reicher spätbarocker Altar. | BDA-Hist.: Q37838095 Status: § 2a Stand der BDA-Liste: 2025-06-30 Name: Kapelle Staudach GstNr.: .279 |
| ja   | Datei hochladen | Anlage Zisterzienserstift Stams und Reste von Vorgängerbauten HERIS-ID: 17366 Objekt-ID: 13642 TKK: 15587 | Stiftshof 1 Standort KG: Stams             | → Hauptartikel : Stift Stams f1 | BDA-Hist.: Q385797 Status: § 2a Stand der BDA-Liste: 2025-06-30 Name: Anlage Zisterzienserstift Stams und Reste von Vorgängerbauten GstNr.: 142, 143/2, 144, 145/1, 145/3, 146, 2478, .1, .2, .3/2, .38/1, 141, 1769, 2434/2, 2435, 2436, 2439/1, .4, .5/1, .8, .33/1, .33/2, .5/2, 145/2 Stift Stams |
| ja   | Datei hochladen | Bauernhaus, Fifel HERIS-ID: 17385 Objekt-ID: 13661 TKK: 21613                                             | Thannrain 49 Standort KG: Stams            | Hof Fifele. Das Wohnhaus ein zweigeschoßiger Steinbau mit reizvollen Giebelverbundwerk und Erker. (Angebaut das Doppelhaus Kutscher/Götsch. Wirtschaftsgebäude, beim Götsch stand früher ein Kornkasten.) | BDA-Hist.: Q37838147 Status: Bescheid Stand der BDA-Liste: 2025-06-30 Name: Bauernhaus, Fifel GstNr.: .340 |
| ja   | Datei hochladen | Ortskapelle Thannrain HERIS-ID: 17384 Objekt-ID: 13660 TKK: 21603                                         | bei Thannrain 83 Standort KG: Stams        | Die den hll. Rochus und Pirmin geweihte Kapelle wurde 1845 errichtet. Der achteckige gemauerte Zentralbau mit gemauertem Glockenturm weist an der Eingangsfassade einen geschwungenen Giebel und ein Segmentbogenportal auf. Der Sakristeianbau im Westen sowie die halbkreisförmigen, dreigeteilten Fenster an den Traufseiten wurden vermutlich im 20. Jahrhundert hinzugefügt. Der Innenraum ist mit einem flachen Tonnengewölbe versehen, das Deckenfresko vom Anfang des 20. Jahrhunderts zeigt den hl. Rochus mit Engeln und wird Heinrich Kluibenschedl zugeschrieben. | BDA-Hist.: Q37838129 Status: § 2a Stand der BDA-Liste: 2025-06-30 Name: Ortskapelle Thannrain GstNr.: .361 |
| ja   | Datei hochladen | Äußeres südliches Stiftstor und Mauerteil HERIS-ID: 99738 Objekt-ID: 115894 TKK: 37910                    | bei Thomas-Riss-Weg 1 Standort KG: Stams   | Der breite Torbau mit segmentbogiger Durchfahrt stammt aus dem 16. Jahrhundert. Er wird von drei Zinnen bekrönt, von denen die mittlere einen Zinnengiebel und ein Rundbogenöffnung aufweist. | BDA-Hist.: Q64512909 Status: § 2a Stand der BDA-Liste: 2025-06-30 Name: Äußeres südliches Stiftstor und Mauerteil GstNr.: 2439/2, 2431 |
| ja   | Datei hochladen | Ehem. Gasthof Speckbacher, Mädcheninternat des Schigymnasiums HERIS-ID: 17374 Objekt-ID: 13650 TKK: 21625 | Wirtsgasse 1 Standort KG: Stams            | Der dreigeschoßige Mauerbau mit Walmdach stammt im Kern aus dem 15. Jahrhundert und wurde mehrfach umgebaut und im 19. Jahrhundert aufgestockt. Er war ursprünglich ein Gasthaus (Stamser Wirt, Gasthof Speckbacher) und ist seit ca. 1967 ein Teil des Schigymnasiums Stams. Seit einer Erweiterung 2008 wird das Haus als Mädcheninternat genutzt. Das Gebäude ist giebelseitig von Osten über einen Mittelflur mit rundbogigem Portal erschlossen. Die Fassase ist mit Eckquaderung sowie Portal- und Fensterrahmungen gegliedert. An der östlichen Eingangsfassade befindet sich ein barockes Fresko mit dem Gnadenbild Mariahilf in Wolkensaum. Im Inneren hat sich im Erdgeschoß eine gotische, gewölbte Balkendecke erhalten.             | BDA-Hist.: Q1472519 Status: § 2a Stand der BDA-Liste: 2025-06-30 Name: Ehem. Gasthof Speckbacher, Mädcheninternat des Schigymnasiums GstNr.: .374 |
| ja   | Datei hochladen | Fußgängerbrücke HERIS-ID: 17375 Objekt-ID: 13651 TKK: 37909                                               | Standort KG: Stams                         | Die Hängebrücke für Fußgänger wurde 1935 gebaut. Sie verbindet Mieming mit Stams über den Inn. | BDA-Hist.: Q22522023 Status: § 2a Stand der BDA-Liste: 2025-06-30 Name: Fußgängerbrücke GstNr.: 2475/2, 2314 Stamser Steg |
| ja   | Datei hochladen | Bildstock, Martelskapelle HERIS-ID: 17376 Objekt-ID: 13652 TKK: 21607                                     | Standort KG: Stams                         | Kleiner Bildstock, 19. Jahrhundert, bei der Brunnentalschanze. Die Bildnische zeigt eine Mater Dolorosa und Stifterfiguren. Der Bildstock ist im Herbst 2012 umgefallen und gebrochen, sein Verbleib ist unbekannt. | BDA-Hist.: Q37837966 Status: § 2a Stand der BDA-Liste: 2025-06-30 Name: Bildstock, Martelskapelle GstNr.: 2431 |
| ja   | Datei hochladen | Anna-Kapelle HERIS-ID: 17378 Objekt-ID: 13654 TKK: 21601                                                  | Standort KG: Stams                         | Votivkapelle nach Bedrohung durch eine Mure am St.-Anna-Tag (26. Juli) 1760 unter Abt Roger Sailer erbaut. Zweimal jährlicher Bet- und Bittgang. | BDA-Hist.: Q37838011 Status: § 2a Stand der BDA-Liste: 2025-06-30 Name: Anna-Kapelle GstNr.: .136 |
| ja   | Datei hochladen | Laich(Loach)kapelle, Dreifaltigkeitsbildstock HERIS-ID: 17381 Objekt-ID: 13657 TKK: 21606                 | Haslach 60, südlich Standort KG: Stams     | Der gemauerte Nischenbildstock mit geradem Chorschluss, vergitterter Rundbogennische und Satteldach wurde nach 1856 errichtet, der Überlieferung nach zum Dank für die wundersame Errettung zweier Geschwister beim Baumfällen. In der tonnengewölbten Nische befindet sich ein Dreifaltigkeitsbild. | BDA-Hist.: Q37838054 Status: § 2a Stand der BDA-Liste: 2025-06-30 Name: Laich(Loach)kapelle, Dreifaltigkeitsbildstock GstNr.: 1063/6 |
| ja   | Datei hochladen | Ortskapelle Hl. Drei Könige in Windfang HERIS-ID: 17386 Objekt-ID: 13662 TKK: 21604                       | Standort KG: Stams                         | 1668 erstmals erwähnt, heutiges Aussehen von 1734. Rechteckiger Betraum mit offenem Glockenreiter, Kreuzgratgewölbe und seitliche Rundbogenfenster. Barockaltar. | BDA-Hist.: Q37838164 Status: § 2a Stand der BDA-Liste: 2025-06-30 Name: Ortskapelle Hl. Drei Könige in Windfang GstNr.: .362 |
| ja   | Datei hochladen | Magnuskapelle HERIS-ID: 98140 Objekt-ID: 114029 TKK: 21599                                                | Standort KG: Stams                         | 1877 erstmals erwähnt. Kleines Bethäuschen mit Kreuzgratgewölbe, einfaches Gestühl, zahlreiche Votivbilder. | BDA-Hist.: Q37771424 Status: § 2a Stand der BDA-Liste: 2025-06-30 Name: Magnuskapelle GstNr.: 1063/6 |